# Gerard Altmann

Gerard Altmann, lezend bij een tafel.

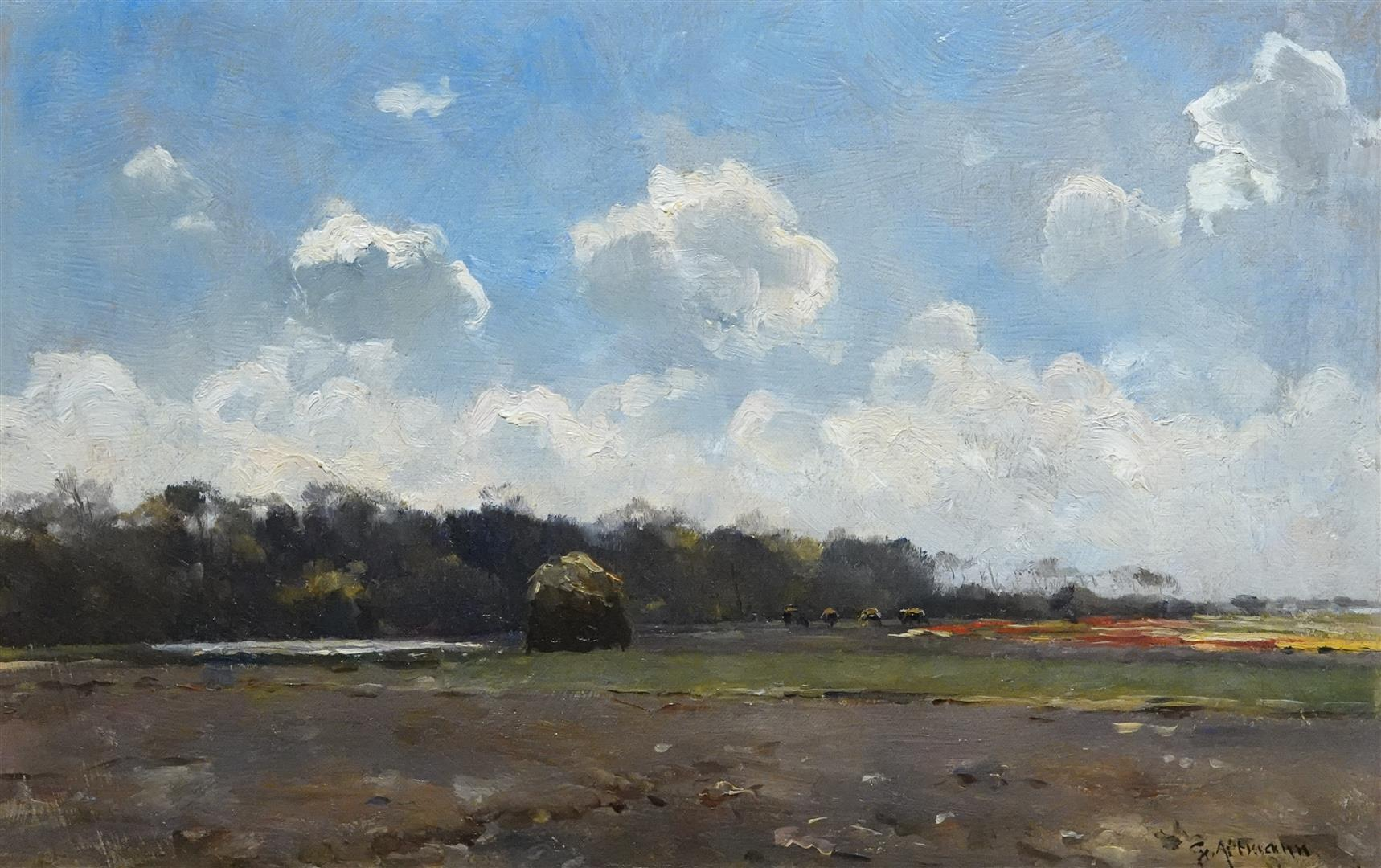
Voorjaarslandschap met bloemenvelden

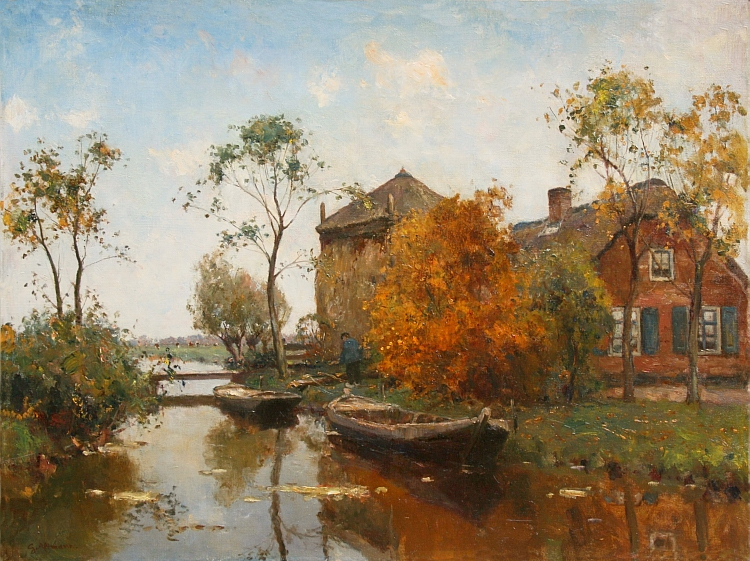
"Boerderij aan het water"

Gerard Altmann (Rotterdam, 25 mei 1877 - aldaar, 17 augustus 1940), was een Nederlands tekenaar, kunstschilder,  aquarellist en graficus.

## Leven en werk
Altmann was een zoon van Hendrik Altmann, boekhandelaar en uitgever, en Hillegonda Margaretha Maria Meijer. Gerard Altmann kreeg privélessen van Jan de Jong (1864-1901). Hij werd van 1901 tot 1904 opgeleid aan de Academie voor Beeldende Kunsten te Rotterdam als leerling van Ferdinand Oldewelt. Alexander van Maasdijk, Frederik Nachtweh en Jan Striening. Invloeden van de Haagse School zijn bij hem te herkennen. Mogelijk is dat de invloed van Striening geweest. Hij wordt dan ook gerekend tot de late Haagse School, tweede generatie. Hij schilderde veelal polderlandschappen met koeien en schapen; soms ook havengezichten, portretten, stillevens en interieurs. Hij schilderde vooral met olieverf op doek, maar hij maakte ook aquarellen. Zijn onderwerpen zocht Altmann bij voorkeur in waterrijke gebieden, zoals rond de Reeuwijkse- en Nieuwkoopse plassen, de Kagerplassen (Zuid-Holland) en bij Kortenhoef (Wijdemeren). Later werkte hij veel op Oostvoorne, op het Zuid-Hollandse eiland Voorne-Putten. Ook heeft hij in Frankrijk gewerkt. Zijn werk kan impressionistisch worden genoemd. Hij was leraar van Carla Stokdijk. Hij was lid van de kunstenaarsvereniging Arti et Amicitiae te Amsterdam.